# Алки Кириакиду-Несторос
Алки Кириакиду-Несторос (на гръцки: Άλκη Κυριακίδου-Νέστορος) е видна гръцка фолклористка, етноложка, историчка и университетска преподавателка от Македония.

## Биография
Родена е в 1935 година в македонския град Солун, Гърция, като трета дъщеря в семейството на видния етнолог Стилпон Кириакидис. Учи социология и фолклористика в Солунския университет „Аристотел“, който завършва в 1958 година. В учебната 1956/1957 година учи със стипендия в Пенсилванския университет. След това преподава в частно училище. В 1960 година става асистент в катедрата „Религия, частен живот и фолклор на древните гърци“. В 1965 година защитава докторска дисертация за традиционните тъкани в Македония и Тракия. В 1966 година получава стипендия за учене в Париж, където попада под силното влияние на Клод Леви-Строс. След завръщането си в Гърция преподава фолклор в Солунския университет „Аристотел“ като асистент, а от 1976 година е редовен преподавател. По време на управлението на военната хунта в Гърция е временно отстранена от поста и работи като учителка в системата на средното образование.
Изследва основно традиционната култура и е авторка на много научни трудове. Превежда на гръцки и няколко произведения на Клод Леви-Строс. Умира от рак на 29 септември 1988 година в Солун. Женена е за Стелиос Нестор и има син. Една година преди смъртта си в 1988 година дарява личния архив и библиотеката на баща си на Философския факултет на Солунския университет.